# Ленинский район (Чебоксары)

Памятник В.И.Ленину на площади Республики

Ле́нинский райо́н (чув. Ленин районӗ) — один из трёх районов города Чебоксары. 
Типичный район столичного города, в котором доминирует непроизводственная сфера. В своей основе охватывает центральную часть города от Красной площади по улице Карла Маркса и проспекту Ленина до Привокзальной площади, жилые районы по улице Богдана Хмельницкого,  Хевешской улице, улице Гладкова и проспекту 9-й Пятилетки, микрорайон Вурманкасы  (водораздельные холмы между реками: Сугутка, Трусиха и Малая Кувшинка). 
Району также подчинён посёлок городского типа Новые Лапсары, входящий в Чебоксарский городской округ.

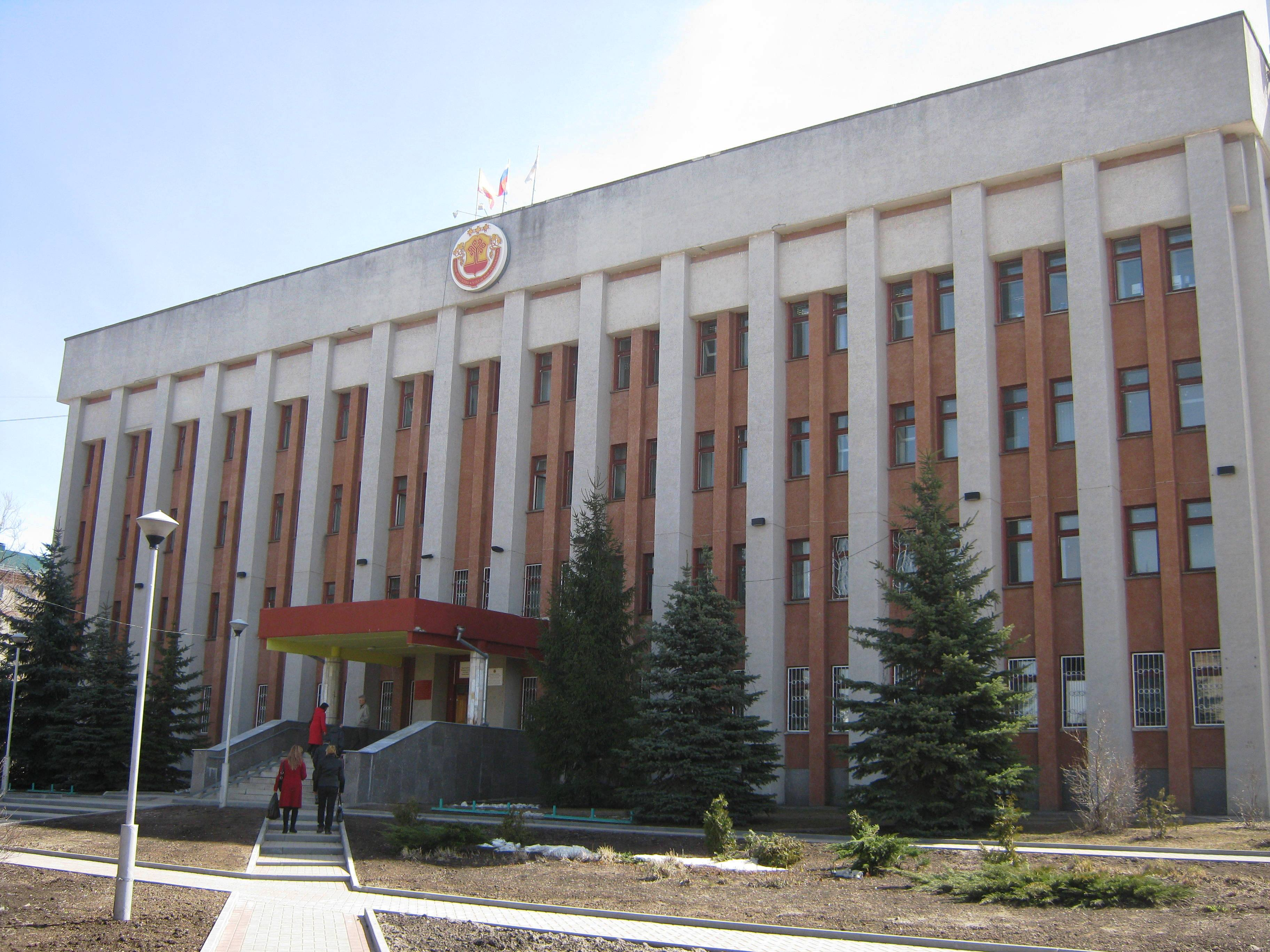
Здание администрации Ленинского района

.

## Население
| 1979     | 1989     | 2002     | 2009     | 2010     | 2012     | 2013     | 2014     | 2015     |
| -------- | -------- | -------- | -------- | -------- | -------- | -------- | -------- | -------- |
| 105 036  | ↗128 534 | ↘123 547 | ↘115 170 | ↗122 372 | ↗123 405 | ↗123 472 | ↗124 578 | ↗126 939 |
| 2016     | 2017     | 2018     | 2019     | 2020     | 2021     |          |          |          |
| ↗130 319 | ↗132 068 | ↘131 465 | ↘130 353 | ↘130 241 | ↗132 609 |          |          |          |

## История
Район образован 22 июня 1973 года. 4 апреля 1973 года Президиум Верховного Совета Чувашской АССР принимает решение о разделении города Чебоксары на три административных района: Московский, Калининский и Ленинский.
В нынешних границах район утвержден решением Чебоксарского городского Собрания депутатов Чувашской Республики от 22 декабря 2000 г. № 2230.

## Экономика

Чувашский государственный академический драматический театр имени К.В.Иванова

В районе расположено два крупных предприятия: ЧЭАЗ (Чебоксарский электроаппаратный завод), Чебоксарский завод электроизмерительных приборов и множество малых частных и муниципальных предприятий: «Горремстрой», «Комбинат строительных материалов», «Авторемонтный завод» (преимущественно в привокзальном районе и промзоне Лапсары).

## Инфраструктура района
Основная функция района – административная. Большинство учреждений республиканского и городского управления располагаются вдоль улицы Карла Маркса и Президентского бульвара. Это старый и новый Дом Правительства Чувашской республики, Чебоксарская городская и районная администрации.
На территории района находятся множество памятников архитектуры и объектов культурного наследия, монументальных памятников, музеев и театров. Здесь же крупнейшие торговые точки: «Дом мод», «Дом торговли», «Центральный рынок»; кинотеатр «Мир-Луксор»; парки: «Лакреевский лес», «имени Николаева», ботанический сад, «Дорисс-парк».